# Phaonia atronitens
Phaonia atronitens este o specie de muște din genul Phaonia, familia Muscidae, descrisă de Malloch în anul 1921. Conform Catalogue of Life specia Phaonia atronitens nu are subspecii cunoscute.